# Lelitz
Lelitz war ein Dorf bei Köthen. Das Dorf slawischen Ursprungs wurde 1145 erstmals urkundlich als Lelice erwähnt. Zu dieser Zeit war das Dorf im Besitz des Klosters Nienburg. Eine Erwähnung 1205 nennt Lielice als Namen. 1512 wird Lelitz als wüst bezeichnet, vermutlich war das Dorf dies aber bereits seit einigen Jahren.
Details sind zu der Siedlung nicht bekannt. Vermutlich bestand sie aus 8 bis 16 Häuser, was sich auf die Größe des Dorfes und der bewirtschafteten Äcker (11,5 bis 12 Hufe) sowie auf die Höhe der zu leistenden Abgaben (2,5 Wispel Getreide) zurückführen lässt.
Die genaue Lage des Dorfes ist nicht gesichert. Lelitz befand sich westlich oder westsüdwestlich des damaligen Köthen.
Die Lelitzer Straße im Köthener Neubaugebiet Rüsternbreite bzw. in Geuz ist nach Lelitz benannt.